# Aua (Samoa Americane)
Aua è un villaggio delle Samoa Americane appartenente alla contea di Ma'Oputasi del Distretto orientale.